# Ehrenmedaille (Monaco)
Die Ehrenmedaille wurde per Dekret Nr. 296 am 5. Februar 1894 durch Fürst Albert I. von Monaco gestiftet und wird für außergewöhnliche zivile und militärische Verdienste um das Fürstentum verliehen.
Die runde Medaille, die in drei Stufen (Gold bzw. Silber vergoldet, Silber, Bronze) verliehen wird, ist von einem dichten Lorbeerkranz umschlossen. Sie zeigt mittig das nach rechte gewendete Brustbild des jeweils regierenden Fürsten. Umlaufend in einem Reif die entsprechenden Inschrift, so bei der ersten Prägung  ALBERT I · PRINCE DE MONACO (Albert I. Fürst von Monaco). Rückseitig in der Mitte das Wort DEVOIR und umlaufend im Reif im oberen Halbkreis PTE DE MONACO und 5 FEVRIER 1894 im unteren Halbkreis.
Getragen wird die Auszeichnung an einem rot weißen Band auf der linken Brustseite.

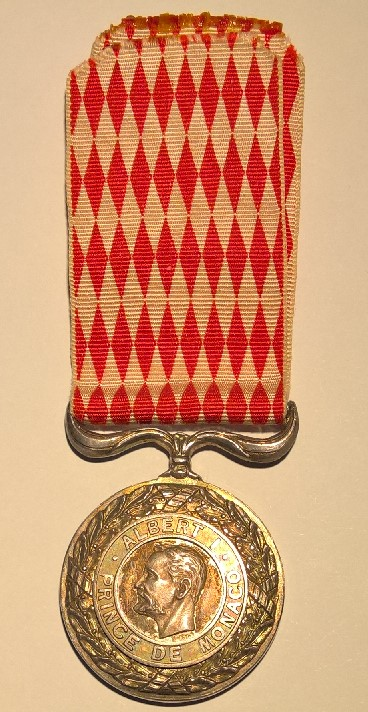
Ehrenmedaille (Vorderseite)
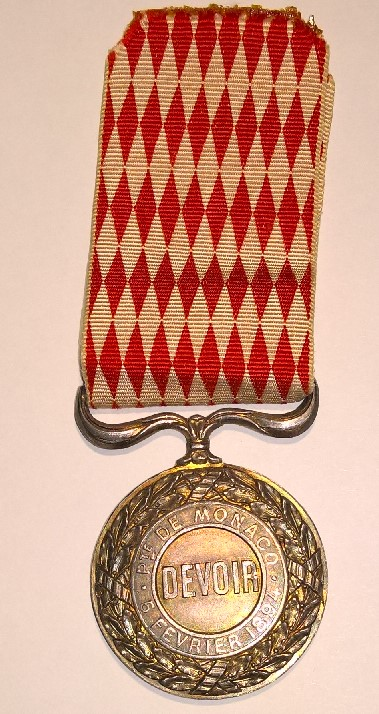
Ehrenmedaille (Rückseite)